# Киевская 4-я гимназия
Киевская 4-я гимназия — казённая мужская гимназия, открытая в Киеве в 1883 году.

## История
История учебного заведения восходит к 1836 году, когда император Николай I повелел открыть на Печерске второе в городе дворянское уездное училище. Число учащихся в нём быстро увеличивалось и вскоре превысило 100 человек. В 1852 году, по ходатайству попечителя Киевского учебного округа, училище было преобразовано в уездное мещанское, а в 1868 году — в 4-классную Киевскую прогимназию. Желающих поступить в неё было настолько много, что в первом же году были открыты все четыре класса. В 1872 году при прогимназии был открыт приготовительный класс, а в 1874 году она была преобразована в 6-классную.
Высочайшим повелением от 25 января 1883 года Киевская прогимназия была преобразована в Киевскую 4-ю гимназию. В том же месяце был открыт 7-й класс, в который, несмотря на середину учебного года, поступило достаточное число учеников. Большинство из них составили выходцы из 1-й и 2-й гимназий. В 1884 году состоялся первый выпуск окончивших курс в Киевской 4-й гимназии.
Долгое время гимназия не имела собственного здания и располагалась в наёмном доме на углу Бибиковского бульвара и Пироговской улицы. Благодаря стараниям первого директора гимназии А. В. Михайлова к 1895 году был накоплен капитал в 71 100 рублей, позволивший взяться за устройство собственного здания. Для его постройки Киевская городская дума предложила участок земли по Большой Васильковской улице и, наконец, в 1897 году было принято окончательное решение строить новое здание для классных помещений и домовой церкви на отведённом участке (современный адрес — Большая Васильковская, 96). Проект и смета были составлены инженер-полковником Н. И. Чекмаревым, подрядчиком по исполнению постройки был выбран купец 1-й гильдии Л. Б. Гинзбург. Хозяйственный комитет гимназии в это время возглавлял уже новый директор Н. В. Стороженко. 29 мая 1897 года была совершена торжественная закладка здания, а 1 июля 1898 года гимназия была переведена в новое помещение. По техническим соображениям весьма красивый фасад гимназии был развёрнут в Васильковский проезд, что вызывало сожаление современников-киевлян.
В 1890 году почётным попечителем гимназии был утверждён статский советник С. Г. Мацнев. В 1902—1911 годах почётным попечителем состоял купец Г. П. Гладынюк, а после его смерти — воспитанник гимназии, инженер В. Я. Демченко. Среди выпускников гимназии: адвокат Д. Н. Григорович-Барский (1892), историк В. Е. Данилевич (1891), члены Государственной думы Г. А. Вишневский (1892) и В. Я. Демченко (1893), историк искусства и министр УНР Д. В. Антонович (1895), польский писатель Я. Ивашкевич (1912). Здесь же несколько лет учился, однако был исключён эстрадный артист Александр Вертинский.
В 1916—1917 учебном году в гимназии было 8 основных, 4 параллельных и один приготовительный класс; число учеников составляло 520 человек, плата за учение — 65 рублей в год.
В 1920 году здание гимназии было повреждено в ходе Киевской операции польских войск. В советское время в восстановленном здании располагалась средняя школа, а затем училище КГБ.

## Директора
- 08.04.1883 — 16.07.1895 — Александр Васильевич Михайлов
- 03.08.1895 — 08.11.1895 — Николай Михайлович Шульженко
- 15.11.1895 — 25.08.1909 — Николай Владимирович Стороженко
- 25.08.1909 — 10.09.1914 — Алексей Михайлович Якимах
- 10.09.1914 — хх.хх.1917 — Василий Саввич Еленевский